# Revius Lyceum Doorn
Het Revius Lyceum Doorn is een christelijk lyceum in de Nederlandse plaats Doorn (provincie Utrecht). De school probeert vooruitstrevend te zijn in onderwijsvernieuwing. De tweede fase werd een jaar voordat het landelijk verplicht werd al ingevoerd en de school was een van de eerste die tweetalig onderwijs aanbood. De school kwam ook landelijk in het nieuws door het ASD-project: aanstormende docenten - leerlingen uit de vijfde of zesde klassen - geven bijles en nemen af en toe een les over voor leerlingen van de brugklas en tweede klas.
Het Revius kwam driemaal landelijk in het nieuws: in 1999 toen de 13-jarige leerlinge Sybine Jansons werd vermist en zij later bleek te zijn misbruikt en om het leven gebracht; in 2002, toen het koninklijk paar Willem-Alexander en Máxima de school bezocht en in het voorjaar van 2007, omdat er na graafwerkzaamheden nabij het Revius een gaslek was ontstaan en de school moest worden ontruimd.
In februari 2016 werd begonnen met de bouw van een nieuwe school voor 1500 leerlingen. Het nieuwe gebouw werd daarmee iets kleiner dan het vorige. De nieuwbouw werd in september 2017 in gebruik genomen.

## Bekende Revianen
Een aantal bekende (oud-)leerlingen en (oud-)docenten van het Revius:
- Aart-Jan de Geus, minister van VWS in het kabinet-Balkenende I en minister van SZW in Balkenende-II
- Maya Eksteen, docente Nederlands, oud-presentatrice van onder andere de 5 Uur Show
- Nikkie Plessen, VJ bij TMF
- Frits Bom, journaal- en tv-presentator
- Wouter Hamel, zanger en muzikant
- Andries Knevel, programmadirecteur en presentator bij de Evangelische Omroep
- Carole Thate, directrice Cruyff Foundation
- Rolf Wouters, (voormalig) televisiepresentator bij onder andere RTL4, Veronica en AVRO
- Bartho Braat, acteur
- Eby Kessing, hockeyinternational
- Noortje Veldhuizen
- Annechien Steenhuizen, journaliste, verslaggeefster en presentatrice NOS Journaal
- Jeff Mac Mootry, brigade-generaal der mariniers bij de Koninklijke Marine
- Marco Out, burgemeester van Borger-Odoorn en Assen
- Quinten Verschure, influencer